# Dennis (televisieserie)
Dennis is een Vlaamse televisieserie van Guy Goossens naar een scenario van Marc Punt. De tragikomedische serie werd in 2002 en 2003 uitgezonden door VTM.
De serie draait rond de mid-dertiger Dennis Denissen, die als arts in een ziekenhuis werkt en daar de meest diverse patiënten over de vloer krijgt. Daarbuiten houdt hij er een turbulent liefdesleven op na, al is de relatie van zijn schoonzus Nadine met zijn beste vriend Fredje des te ingewikkelder. Daar ze allen in hetzelfde flatgebouw wonen, kruisen hun paden voortdurend en raken ze meer dan eens verstrengeld in elkaars problemen.
De volledige reeks werd gedraaid op pellicule, met als decor uitsluitend echte locaties in Antwerpen. De scènes in het appartementsgebouw waarin Dennis woont, worden ingeleid met een buitenbeeld van de Lambertmontplaats in Het Zuid waar dat gebouw zou gelegen zijn.  De scènes in het ziekenhuis worden ingeleid met een buitenbeeld van het Antwerpse ZNA Middelheim ziekenhuis. Een ander beeld dat regelmatig wordt herhaald toont de voormalige tramlijn 8.
De afleveringen uit het eerste seizoen zijn voorzien van een lachband. Bij de afleveringen van het tweede seizoen wordt die niet meer gebruikt. 

## Rolverdeling
| Acteur                | Personage                        | Aantal afleveringen |
| --------------------- | -------------------------------- | ------------------- |
| Axel Daeseleire       | Dennis Denissen                  | 23                  |
| Tiny Bertels          | Nadine Muys                      | 23                  |
| Stefan Perceval       | Frederik Van Loon (Fredje)       | 23                  |
| Tania Kloek           | Nathalie Somers                  | 17                  |
| Katrien De Ruysscher  | Michelle Muys                    | 11                  |
| Jaak Van Assche       | Walter Waterschoot               | 11                  |
| Warre Borgmans        | Dokter Freilich                  | 7                   |
| Denise Zimmerman      | Mia Muys                         | 5                   |
| Rik Van Uffelen       | Corneel Muys (Cor)               | 5                   |
| Sven De Ridder        | Lucien Verboven                  | 5                   |
| Gaston Berghmans      | Donaat Denissen (Bompa)          | 4                   |
| Geert Van Rampelberg  | Jan Van Babylon                  | 4                   |
| Peter Thyssen         | Mario                            | 4                   |
| Wim Opbrouck          | Waarzegger                       | 3                   |
| Luk D'Heu             | Lucas Blijlevens                 | 3                   |
| Stany Crets           | Thomas De Stecker (Tommy)        | 2                   |
| Tania Poppe           | Alex                             | 2                   |
| Luk Wyns              | Salesmanager                     | 2                   |
| Lotte Pinoy           | Ziekenhuisstagiaire              | 2                   |
| François Beukelaers   | Ziekenhuisdirecteur              | 2                   |
| Erik Goossens         | Filip                            | 2                   |
| Maaike Neuville       | Liselotte                        | 1                   |
| Veerle Dejonghe       | Mireille                         | 1                   |
| Karlijn Sileghem      | Personeelsdirecteur              | 1                   |
| Lucas Van den Eynde   | Ambtenaar                        | 1                   |
| René Verreth          | Klant van Nadine                 | 1                   |
| Jan Steen             | Detective                        | 1                   |
| Joke Devynck          | Ramona                           | 1                   |
| Jits Van Belle        | Anneleentje                      | 1                   |
| Els Van Peborgh       | Conny                            | 1                   |
| Bert André            | Tony Droeshout                   | 1                   |
| David Davidse         | Dansleraar                       | 1                   |
| Tom Van Bauwel        | Dokter Thomas                    | 1                   |
| Luc Verhoeven         | Klant in restaurant              | 1                   |
| Frank Aendenboom      | Vader van Nathalie               | 1                   |
| Veerle Eyckermans     | Dokter Van Riet                  | 1                   |
| Ingrid Van Rensbergen | Sabrina                          | 1                   |
| Kevin Janssens        | Ziekenhuisstagiair               | 1                   |
| Bert Haelvoet         | Ziekenhuisstagiair               | 1                   |
| Ruth Becquart         | Sofie                            | 1                   |
| Camilia Blereau       | Verpleegster                     | 1                   |
| Hubert Damen          | Meneer Van Berkel                | 1                   |
| Frans Van De Velde    | Uitgever John                    | 1                   |
| Mieke Laureys         | Secretaresse van detectivebureau | 1                   |
| Nele Snoeck           | Vrouw van Filip                  | 1                   |